# 제7공수특전여단
제7공수특전여단(第七空輸特戰旅團, 영어: 7th Airborne Special Forces Brigade), 또는 "천마부대"는 대한민국 육군 특전사 소속 부대들 중 세 번째로 만들어진 특수작전 부대이다.

## 역사
- 1974년 10월 1일 창설[1][2]

## 조직

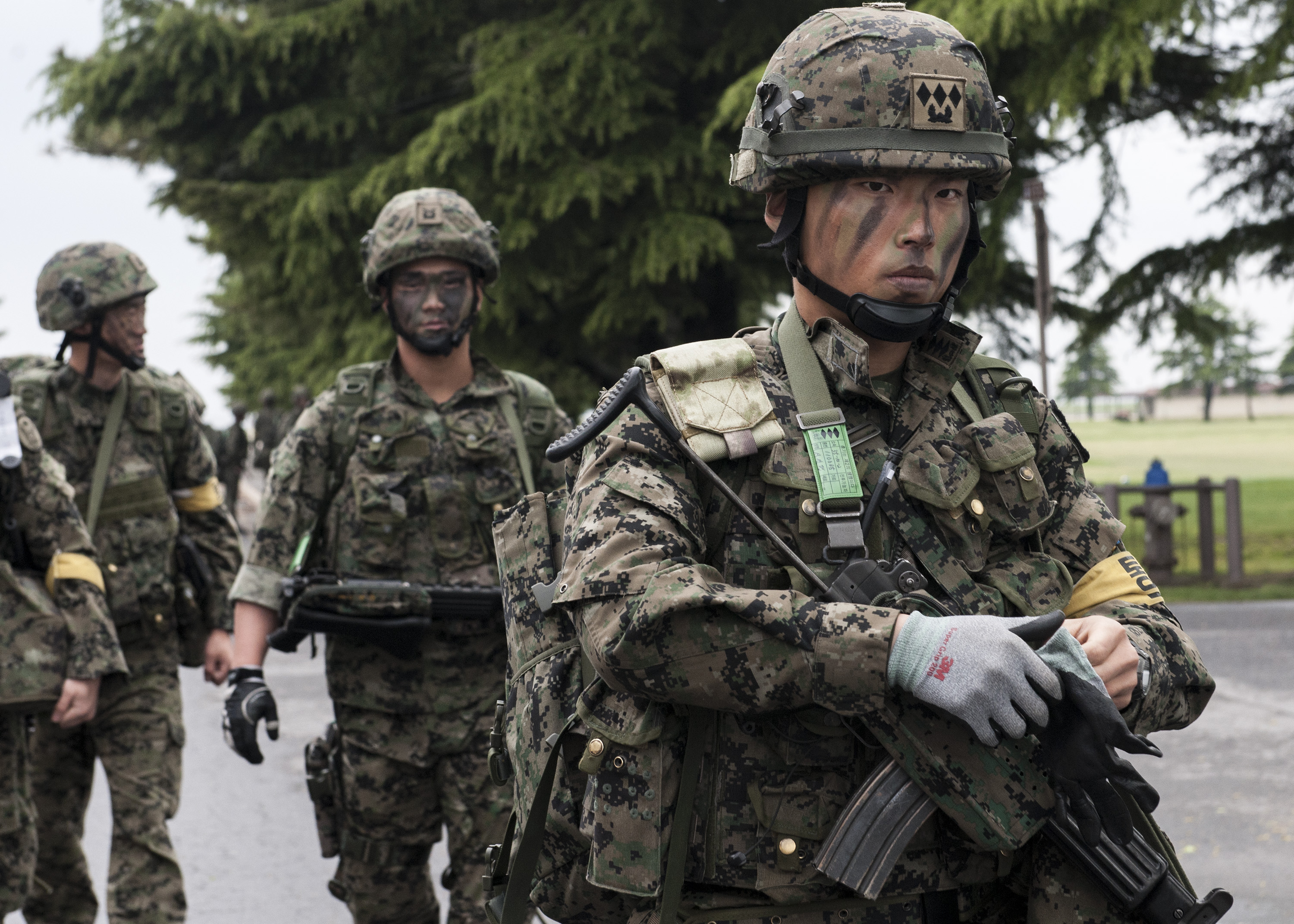
제7공수특전여단 인원들의 모습(2015년)

- 제31대대
- 제32대대
- 제33대대
- 제7공수특전여단 인원들의 모습(2015년)제35대대

## 활동

### 광주 민주화 운동 진압 참가
5·18 광주 민주화 운동 당시 가장 먼저 투입된 부대이며, 시민을 대상으로 무차별적인 진압 작전을 펼쳤다. 특히 주남마을 버스 총격 사건 당시 시민에게 실탄을 발포하는 등 민간인 학살에 직접적으로 참여하였다.

### 2024년 비상계엄령
윤석열 대통령의 비상계엄 선포 이후 곽종근 특수전사령관에 의해서 서울 진입 준비 지시가 이뤄졌으나, 실질적으로 제7공수특전여단 인원들이 투입되지는 않았다.

## 역대 단장
| # | 성명        | 취임일       | 이임일   | 비고         |
| - | ----------- | ------------ | -------- | ------------ |
| 1 | 준장 정호용 | 1974년 월 일 | 년 월 일 | 국방부장관   |
| 2 | 준장 신우식 | 년 월 일     | 년 월 일 |              |
| 2 | 준장 남영신 | 년 월 일     | 년 월 일 | 육군참모총장 |
| 3 | 준장 박우영 | 2016년 월 일 | 년 월 일 |              |
| 4 | 준장 김민호 | 2018년 월 일 | 년 월 일 |              |
|   |             |              |          |              |

## 참고
1. ↑  ““지역주민과 함께하는 천마부대! 우리는 하나지 말입니다!””. 《전북도민일보》. 2024년 12월 14일에 확인함.
2. ↑  “제7공수연단 창설 제26주년 기념행사 개최”. 《전북도민일보》. 2024년 12월 14일에 확인함.
3. ↑  기자, 강현석 (2018년 5월 17일). “[단독]‘화려한 휴가’ (5·18진압작전) 복귀 안 한 7공수, 헬기 동원 ‘광주 뒤처리’ 정황”. 2024년 12월 14일에 확인함.
4. ↑  “518”. 2024년 12월 14일에 확인함.
5. ↑  “우리역사넷”. 2024년 12월 14일에 확인함.
6. ↑  “‘1979년 비상계엄’ 어떻게 5·18 광주 학살로 이어졌나”. 2024년 12월 8일. 2024년 12월 14일에 확인함.
7. ↑  이해인 (2024년 12월 10일). “7공수·13공수도 서울 진입 준비 지시‥계엄 확대 노렸나?”. 2024년 12월 14일에 확인함.